# اضطراب آزمون

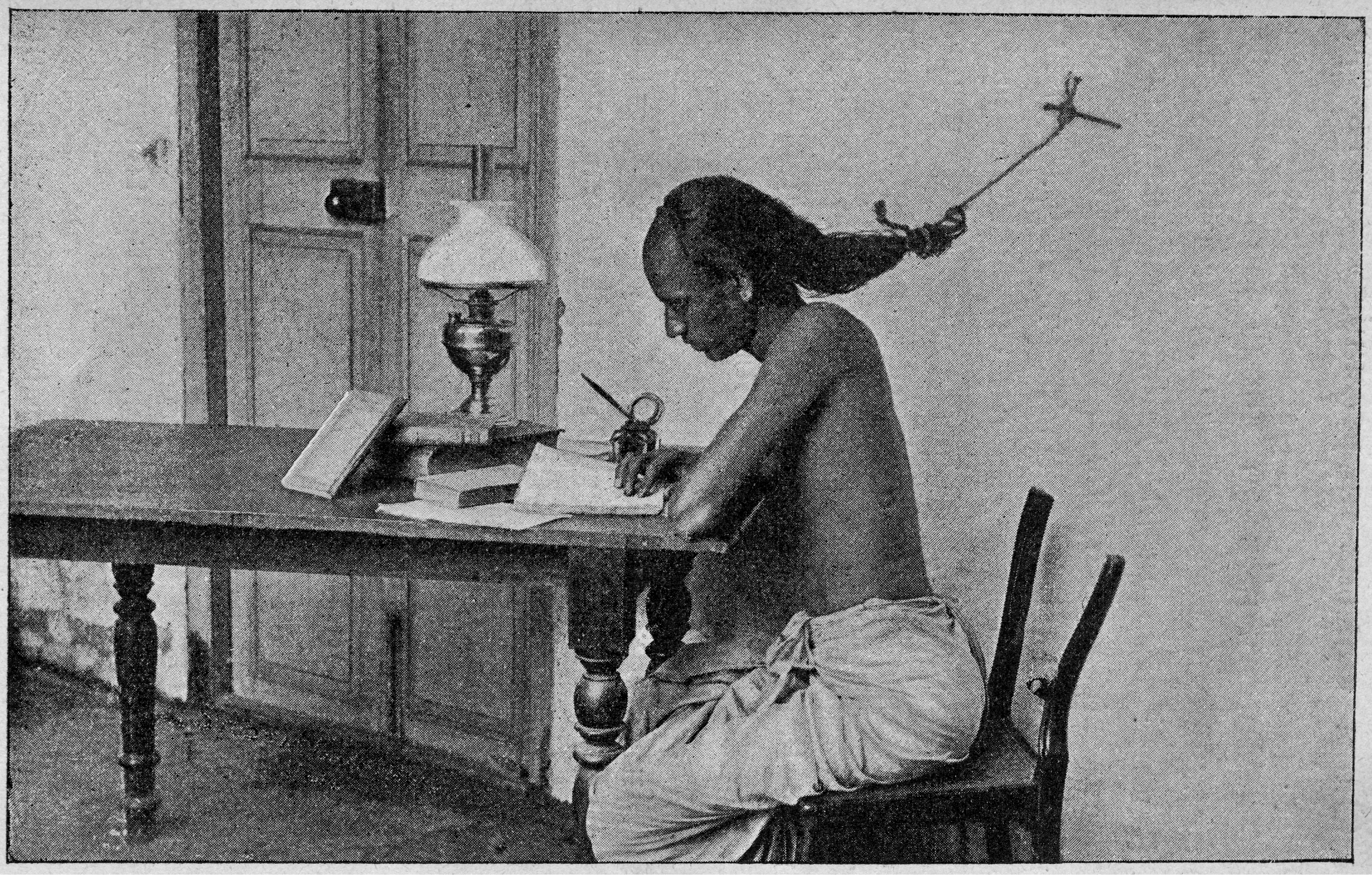
اضطراب امتحان

اضطراب امتحان، یک وضعیت روانی تلقی می‌شود که در آن بیمار با وجود داشتن مهارت‌ها و اطلاعات کافی برای قبولی در آن، قبل یا در حین امتحان احساس تنش و اضطراب می‌کند. ترس و اضطراب بیش از حد تمرکز و تفکر را دشوار می‌کند، در نتیجه فرد برای پاسخ دادن به سوالات به زمان زیادی نیاز دارد.
استرس امتحان یک وضعیت روانشناختی شایع است که در آن فرد در موقعیت‌های آزمون یا ارزیابی، دچار نگرانی و اضطراب شدید می‌شود. این احساس، در سطوح خفیف و قابل مدیریت، می‌تواند بهعنوان محرکی برای تمرکز و عملکرد بهتر در نظر گرفته شود
استرس امتحان ممکن است ناشی از ترکیبی از عوامل باشد، از جمله روش نادرست مطالعه، مطالعه ناکافی، عملکرد ضعیف در آزمون‌های گذشته و وجود یک مشکل اساسی که می‌تواند موجب استرس باشد.
در راهنمای تشخیصی و آماری اختلالات روانی (DSM-5-TR) اضطراب امتحان به عنوان یک اختلال روانی شناخته نشده است. با این حال، گاهی اوقات می‌تواند به عنوان تظاهر یک اختلال اضطرابی دیگر مانند اختلال اضطراب اجتماعی، اختلال اضطراب فراگیر یا فوبیای خاص رخ دهد.

## علائم
علائم اضطراب امتحان بسته به هر فرد از متوسط تا شدید متفاوت است و می‌توان آن را به سه دسته علائم فیزیکی، رفتاری و روانی تقسیم‌بندی کرد.

### علائم فیزیکی
- تعریق
- افزایش ضربان قلب
- دهان خشک
- معده درد
- اسهال
- استفراغ و حالت تهوع

### علائم رفتاری و شناختی
- میل به فرار از موقعیت مانند غیبت یا ترک تحصیل
- مصرف داروها یا آرامبخش‌ها
- مصرف الکل یا مواد مخدر برای گاهش اضطراب
- مشکل در تمرکز و توجه یا حافظه
- ناتوانی در صحبت با دیگران
- افکار منفی

### علائم عاطفی و روانی
- عدم اعتماد به نفس
- عصبانیت شدید
- از دست دادن امید
- احساس نیاز به کمک
- افسردگی
- عزت نفس پایین

## علل
عصبی بودن و اضطراب واکنش‌های کاملاً طبیعی به استرس هستند. با این حال، برای برخی از افراد، این ترس می‌تواند آنقدر شدید شود که در واقع در توانایی آنها برای عملکرد خوب اختلال ایجاد کند. برای بسیاری از دانش آموزان، عدم مطالعه کافی، عملکرد ضعیف در آزمون گذشته و یک مشکل اساسی اضطراب همگی می‌توانند در اضطراب امتحان نقش داشته باشند. به‌طور کلی، ۳ علت رایج و اصلی اضطراب امتحان رفتاری، بیولوژیکی و روانی است.

### دلایل رفتاری
از مهم‌ترین دلایل رفتاری این اضطراب می‌توان به موارد زیر اشاره کرد:
- ترس از شکست
- تجربیات بد، مانند گرفتن نمرات پایین قبل
- عدم مطالعه و مرور کافی
- عدم اعتماد بنفس
- تنبیهات و آزار والدین به دلیل نمرات پایین

### دلایل بیولوژیکی
به طورکلی، افزایش ترشح هورمون آدرنالین یک واکنش بیولوژیکی است که به واسطه موقعیت‌های استرس زا ایجاد می‌شود. اگرچه افزایش آدرنالین برای مقابله مؤثر با موقعیت‌های استرس زا مفید است، اما برای برخی از افراد، علائم اضطرابی می‌تواند آنقدر زیاد شود که تمرکز روی آزمون را دشوار یا حتی غیرممکن کند.
بیشتر بخوانید: اضطراب جدایی در کودکان؛ علل، علائم و راه‌های درمان

### دلایل ذهنی یا روانی
علاوه بر دلایل بیولوژیکی زمینه ای اضطراب، عوامل روانی زیادی وجود دارند که می‌توانند در این وضعیت نقش داشته باشند. انتظارات دانش آموزان یکی از عوامل ذهنی اصلی است. به عنوان مثال، اگر دانش آموزی معتقد باشد که در یک امتحان ضعیف عمل می‌کند، احتمال اینکه قبل و در حین امتحان مضطرب شود بسیار بیشتر است.
اضطراب امتحان همچنین می‌تواند به یک چرخه معیوب تبدیل شود. پس از تجربه اضطراب در طول یک امتحان، دانش آموزان ممکن است آنقدر از تکرار آن بترسند که در امتحان بعدی حتی بیشتر مضطرب شوند.

## درمان
از مهم‌ترین روش‌های کاهش و کنترل اضطراب امتحان می‌توان به موارد زیر اشاره کرد:

### از کمال گرایی پرهیز کنید
کمال گرایی می‌تواند ترس و اضطراب شما را افزایش دهد. لازم است بدانید که همه اشتباه می‌کنند و این اشکالی ندارد. تنها باید مطمئن شوید که تمام تلاش خود را می‌کنید و یک کمال گرا نیستید.

### دفع افکار منفی
هنگامی که در نتیجه اضطراب افکار منفی مانند «من خوب نیستم»، «من به اندازه کافی مطالعه نکردم» یا «نمی‌توانم امتحان بدهم» احساس می‌کنید، این باورها باید از بین بروند و مثبت فکر کنید. با گفتن جملاتی مانند ” من می‌توانم این کار را انجام دهم» و «من موضوع را خوب می‌دانم و مطالعه کردم» بدن شک استرس خود را کاهش خواهید داد.

### خواب کافی
۸ ساعت خوابیدن در شب به شما کمک می‌کند تا تمرکز کنید و مطالب را به خوبی به خاطر بسپارید. همچنین استراحت و خواب کافی از اضطراب و استرس شما می‌کاهد.

### قبل از امتحان آماده شوید
شما باید برای امتحان آماده شوید، مطالعه کنید و در یک دوره کافی داشته باشید. معمولاً مطالعه شب قبل از امتحان استرس را افزایش می‌دهد.

### تنفس‌های عمیق بکشید
هنگامی که در حین انجام آزمون احساس اضطراب می‌کنید، باید در فاصله بین هر سؤال یا در مواقع نیاز، یک‌نفس عمیق از بینی یا دهان گرفته شود. رساندن اکسیژن به ریه‌ها باعث کاهش اضطراب و استرس می‌شود.

### به روان‌پزشک یا مشاور مراجعه کنید
اگرچه اضطراب امتحان همیشه یک اختلال روانی نیست، اما در برخی موارد ممکن است فرد به کمک فرد دیگر مانند مشاور مدرسه یا روان‌پزشک نیاز داشته باشد. در برخی موارد که اختلال اضطراب تشخیص داده می‌شود، درمان‌هایی در نظر گرفته می‌شود. معمولاً بسته به شدت علائم، ممکن است روان‌پزشک درمان شناختی-رفتاری (CBT)، داروهای ضد اضطراب یا ترکیبی از هر دو را نیز توصیه کند.
کلام آخر
اضطراب امتحان می‌تواند ناخوشایند و استرس زا باشد، اما قابل درمان نیز هست. اگر فکر می‌کنید که اضطراب قبل یا حین آزمون در عملکرد خوب شما اختلال ایجاد می‌کند، از برخی استراتژی‌های مدیریت و کاهش سطح اضطراب استفاده کنید. در صورت تشدید یا عدم کاهش این اضطراب می‌توانید از یک مشاور یا بهترین روان‌پزشک تهران کمک بگیرید.

## راهکارهای رفع اضطراب آزمون
- ابتدا به سوالات آسانتر پاسخ دهید سپس به سراغ سوالات دشوارتر بروید. اگر روی سوالات چند گزینه ای مشکل دارید ابتدا جواب‌های غیرممکن را حذف کنید سپس با حس شهود خود تست را بزنید و بعد به سراغ سؤال بعدی بروید. دقت کنید اگر آزمون نمره منفی داشت و شما آن سؤال را بلد نبودید آن را نزنید
- عجله نکنید در سوالات تشریحی به جای شروع چند دقیقه وقت بگذارید و افکارتان را سازماندهی کنید و یک خروجی مختصر بگیرید سپس با جملات خلاصه شروع کنید. یکنواخت کار کنید و حتی وقتی زمان رو به پایان بود عجله نکنید.
- خودتان را شکنجه نکنید بعد از اتمام امتحان با فکر کردن به اشتباهات که سر امتحان انجام داده بودید خودتان را شکنجه نکنید. در عوض به خودتان یکی دو ساعت وقت آزاد بدهید.

## نتایج تحقیق
از میان دانش‌آموزانی که داوطلبانه در کارگاه‌ها مشغولند کسانی هستند که دستپاچه شروع کردند و قادر به امتحان دادن نبودند. آنها یادگرفتند که چگونه با اضطراب آزمون کنار بیایند و حالا به دیگران یاد می‌دهند که این امر تقریباً مثل آب خوردن آسان است.
شما به عنوان یک دانش آموز باید بدانید که اگر مرور کردن را طی سال ترک کنید تا یکی دو روز قبل از امتحان شما نمی‌توانید این کار غیرممکن را انجام دهید. در عوض در زمان امتحان باید تمرکزتان را روی آنچه می‌توانید انجام دهید و فکر کردن روی آن سوالاتی که می‌توانید پاسخ دهید بگذارید و در زمان باقی مانده برای آن سوالات سخت وقت بگذارید
وقتی می‌نشینید تا درس بخوانید روش متعادلی را پیش بگیرید و آن را با پراکنده کردن خواندن متنوع کنید. یادداشت برداری و رد شدن از هر برگی شما هم‌اکنون نوشته‌اید برای هر موضوع به خوبی کتاب‌های درسی و یادداشت‌هایی که سر کلاس برمی‌دارید مرور کردن آنچه بلدید. استراحت کنید و در زمان طولانی بخوابید برای داشتن یک استراحت خوب شبانه قبل از امتحان. همچنین باید یک صبحانه ناهار متعادل بخورید و از نوشیدن نوشیدنی‌های کافئین دار بپرهیزید. استرس مسری است باید از افراد مضطرب بپرهیزید. چند دقیقه زودتر وارد سالن امتحان شوید تا بتوانید خودتان را با محیط وفق دهید و هم وسایل تان را آماده کنید. وقتی برگه پخش شد دوبار دستورالعمل را بخوانید و زیر دستورهای مهم خط بکشید و مطمئن شوید که آنها را فهمیده‌اید. اگر متوجه نشدید از معلم یا مراقب بپرسید تا برایتان توضیح دهد.